# Mutenia
Mutenia var en by belägen vid Muteniajoki i Sodankylä kommun i den ekonomiska regionen Norra Lappland och landskapet Lappland i Finland. Byn evakuerades både under vinterkriget och fortsättningskriget. Efter kriget fanns där tolv familjer med affär, skola och daglig postbuss. När Lokka bassäng, Europas största vattenkraftsmagasin utanför Ryssland, byggdes i slutet av 1960-talet dämdes Muteniajoki över. Byn Mutenia var visserligen så högt belägen att vattnet inte nådde dit, men eftersom byns invånare inte såg någon framtid på platsen revs alla hus och människorna evakuerades en tredje gång.